# Christelle Petex-Levet
Christelle Petex-Levet, née le 2 septembre 1980 à Annecy (Haute-Savoie), est une femme politique française.

## Parcours politique

### Vie municipale
Membre des Républicains, elle est élue conseillère municipale de Reignier-Ésery lors des municipales de mars 2014. Elle est adjointe au maire pendant le mandat 2014-2020.

### Vie départementale
Le 29 mars 2015, elle est élue conseillère départementale de Haute-Savoie dans le canton de La Roche-sur-Foron en binôme avec Denis Duvernay et devient vice-présidente du conseil départemental. Elle est réélue le 27 juin 2021.

### Députée de Haute-Savoie
Le 1er août 2021, elle est élue députée de la 3e circonscription de la Haute-Savoie, succédant à Martial Saddier, démissionnaire en raison de la règle sur le non-cumul des mandats. Elle démissionne elle-même de son mandat de maire puis de son poste de vice-présidente du conseil départemental en septembre. À l'Assemblée nationale, elle intègre la commission du Développement durable et de l'Aménagement du territoire et siège au sein du groupe LR. Elle est réélue députée au second tour le 19 juin 2022, avec 63,36 % des voix face à la candidate de la Nupes.
À la suite de la dissolution de l'Assemblée nationale le 9 juin 2024, elle est à nouveau candidate aux législatives sous l'étiquette divers-droite, LR-dissidente, un candidat union de l'extrême droite (LR-RN) se présentant sur la circonscription. Elle est réélue le 7 juillet 2024 avec 56,19% des voix face au candidat union de l'extrême droite (LR-RN), la coalition Ensemble ayant décidé de ne présenter personne face à elle et le candidat PS-NFP s'étant désisté.

### Résultats électoraux

#### Résultats municipales
| Année | Liste | Liste | Ville          | 1er tour | 1er tour   | 1er tour | 2d tour | 2d tour    | 2d tour |  | Issue                  |
| Année | Liste | Liste | Ville          | Voix     | % Exprimés | Rang     | Voix    | % Exprimés | Rang    |  | Issue                  |
| ----- | ----- | ----- | -------------- | -------- | ---------- | -------- | ------- | ---------- | ------- |  | ---------------------- |
| 2014  |       | UDI   | Reignier-Ésery | 1575     | 52.98      | 1er      |         |            |         |  | Élue (6eme colistiere) |
| 2020  |       | DVC   | Reignier-Ésery | 794      | 34,16      | 1er      | 933     | 40,19      | 1re     |  | Élue (tête de liste)   |

#### Résultats départementales
| Année | Binôme cantonal | Binôme cantonal | Binôme cantonal | Canton             | 1er tour | 1er tour   | 1er tour | 2d tour | 2d tour    | 2d tour |  | Issue |
| Année | Binôme cantonal | Binôme cantonal | Binôme cantonal | Canton             | Voix     | % Exprimés | Rang     | Voix    | % Exprimés | Rang    |  | Issue |
| ----- | --------------- | --------------- | --------------- | ------------------ | -------- | ---------- | -------- | ------- | ---------- | ------- |  | ----- |
| 2015  |                 | DVD             | Denis Duvernay  | La Roche-sur-Foron | 7 827    | 53,89      | 1er      | 9 926   | 71,79      | 1er     |  | Élus  |
| 2021  |                 | DVD             | David Ratsimba  | La Roche-sur-Foron | 5 100    | 51,28      | 1er      | 6 861   | 67,46      | 1er     |  | Élus  |

#### Résultats Législatives
| Année                               | Parti | Parti | Circonscription    | 1er tour | 1er tour   | 1er tour | 2d tour | 2d tour    | 2d tour |  | Issue  |
| Année                               | Parti | Parti | Circonscription    | Voix     | % Exprimés | Rang     | Voix    | % Exprimés | Rang    |  | Issue  |
| ----------------------------------- | ----- | ----- | ------------------ | -------- | ---------- | -------- | ------- | ---------- | ------- |  | ------ |
| 2017(suppléante de Martial Saddier) |       | LR    | 3e de Haute-Savoie | 10 842   | 29,08      | 2e       | 16 665  | 51,50      | 1er     |  | Élue   |
| 2022                                |       | LR    | 3e du Haute-Savoie | 9 129    | 23,01      | 2e       | 23 882  | 63,36      | 1re     |  | Élue   |
| 2024 (dissolution)                  |       | DVD   | 3e du Haute-Savoie | 19 726   | 32,37      | 2e       | 33 738  | 56,19      | 1re     |  | Réélue |